# Paídi O'Brien
Pour les articles homonymes, voir O'Brien.
Paídi O'Brien, né le 13 février 1984 à Kanturk, est un coureur cycliste irlandais.

## Palmarès
- 2001
  - 4e étape du Tour d'Irlande juniors
- 2002
  -  Champion d’Irlande sur route juniors
  - 2e étape du Tour d'Irlande juniors
- 2005
  -  Champion d’Irlande sur route espoirs
  - 3e de la Liedekerkse Pijl
- 2006
  - 3eb étape de la Rás Mumhan
  - 3e du championnat d'Irlande sur route
- 2007
  - 4e étape du Tour du Brabant flamand
  - 2e du championnat d'Irlande sur route
  - 2e de la FBD Insurance Rás
- 2008
  - 1re étape du Tour d'Estrémadure (contre-la-montre par équipes)
  - 2e du championnat d'Irlande sur route
- 2009
  - 3e du championnat d'Irlande sur route
- 2011
  - 4e étape de la Rás Mumhan
  - 2e étape des Suir Valley Three Day
  - Munster Hill Climb Championships
- 2012
  - 1re étape de la Rás Mumhan
  - 2e étape des Suir Valley Three Day
  - 3e du Des Hanlon Memorial
  - 3e du championnat d'Irlande du critérium
- 2013
  -  Champion d’Irlande du critérium
  - 3e étape de la Rás Mumhan
  - 1re étape des Suir Valley Three Day
- 2014
  - 3e étape de la Rás Mumhan
  - Kieran McMahon Memorial Classic
  - Ballinrobe Stage Race :
    - Classement général
    - 1re étape

  - 2e du Des Hanlon Memorial
  - 3e du championnat d'Irlande sur route
- 2015
  - 1re, 2e et 4e étapes de la Rás Mumhan
  - Visit Nenagh Classic
  - 2e du championnat d'Irlande du critérium

## Classements mondiaux
| Année           | 2005 | 2006 | 2007 | 2008 | 2009 | 2010 | 2011 | 2012 | 2013 | 2014 |
| --------------- | ---- | ---- | ---- | ---- | ---- | ---- | ---- | ---- | ---- | ---- |
| UCI Europe Tour | 878e | 550e | 233e | 440e | 680e | nc   | nc   | 954e | 686e | 566e |